# Kościół św. Wita w Niwie
Kościół św. Wita w Niwie – zabytkowy kościół we wsi Niwa (województwo dolnośląskie).
Kościół  parafialny z  XVIII w.